# Хаттинг, Рикерт
Рикерт Хаттинг (англ. Riekert Hattingh, родился 5 марта 1994 в Претории) — американский регбист, выступающий на позиции фланкера и восьмого. Известен по игре за клуб «Сиэтл Сивулвз» из Major League Rugby и по игре за сборную США.

## Биография
Сын южноафриканского регбиста Дрикуса Хаттинга. Начинал заниматься регби в академии «Блю Буллз», играл за команды до 16, до 19 и до 21 года. Выступал в Vodacom Cup  в составе «Голден Лайонз», в 2016 году играл за «Блю Буллз» в Кубке Карри.
В 2016 году выступал за клуб «Огайо Эвиэйторс» в ПРО Регби, с сезона 2017/2018 играл за «Сиэтл Сивулвз» в Major League Rugby. Также играл в сезоне 2016/2017 за клуб «Коламбус» из Огайо и за «Остин Блэкс». За сборную США дебютировал в июле 2021 года матчем против Англии.
11 августа 2022 года USADA дисквалифицировала Хаттинга на полгода за использование тамоксифена — гормонального и метаболического модулятора, который запрещено использовать без терапевтического исключения (проба была взята 27 марта 2022 года). Дисквалификация составила полгода только потому, что виновником нарушения был признан именно врач, не выдавший своевременное терапевтическое исключение.